# Qələbin
Qələbin è un comune dell'Azerbaigian situato nel distretto di Lerik. Conta una popolazione di 330 abitanti.